# Phyllonoma
Phyllonoma — рід, що складається з кількох видів дерев і кущів. Phyllonoma — єдиний рід родини Phyllonomaceae (альтернативна назва родини — Dulongiaceae). Види філоном поширені в Південній і Центральній Америці (від Перу до Мексики). Їх можна впізнати за будовою квіток (як у Helwingiaceae, вони мають епіфільні суцвіття). Класифікація APG II (2003) відносить їх до порядку Aquifoliales разом із падубами та Helwingiaceae. У класифікації Кронквіста (1981) цієї родини немає: рід Phyllonoma входить до родини Grossulariaceae.

## Види
Phyllonoma cacuminis Standl. & Steyerm. — Гватемала, Гондурас
Phyllonoma laticuspis (Turcz.) Engl. — Мексика й Центральна Америка
Phyllonoma ruscifolia Willd. ex Roem. & Schult. — Центральна Америка й Південна Америка
Phyllonoma tenuidens Pittier — Коста-Рика, Панама
Phyllonoma weberbaueri Engl. — Болівія, Перу